# Slijmkokerworm
De slijmkokerworm of sliertworm (Neoamphitrite figulus) is een borstelworm uit de familie Terebellidae. Het lichaam van de worm bestaat uit een kop, een cilindrisch, gesegmenteerd lichaam en een staartstukje. De kop bestaat uit een prostomium (gedeelte voor de mondopening) en een peristomium (gedeelte rond de mond) en draagt gepaarde aanhangsels (palpen, antennen en cirri).
Neoamphitrite figulus werd in 1853 voor het eerst wetenschappelijk beschreven door John Graham Dalyell als Terebella figulus.

## Beschrijving
De slijmkokerworm kan 15 tot 25 cm lang worden en 90-100 segmenten hebben, waarvan de eerste 24 of 25 segmenten borstels dragen. De koker is nauwelijks meer dan een eenvoudige gang in de zachte bodem. Onderwater zijn vooral de lange, kleverige, tentakels opvallend.

## Verspreiding
De slijmkokerworm komt voor in noordwestelijke en noordoostelijke Atlantische Oceaan, waaronder de Noordwest-Europese kusten, de Middellandse Zee en het noordwesten van de Grote Oceaan. Het leefgebied is rond de laagwaterlijn in slibbige bodems; vaak tussen de 'wortels' van grote bruinwieren.